# XnView
XnView – wieloplatformowy program komputerowy, służący do przeglądania i podstawowej edycji plików wielu formatów. Autorem przeglądarki jest francuski programista Pierre Gougelet.
Program obsługuje kilkadziesiąt formatów graficznych, ale wyposażony jest też w możliwość otwierania plików tekstowych oraz wyświetlania zawartości plików nieznanych formatów w postaci szesnastkowej. Zawiera dosyć duży zestaw narzędzi do edycji grafiki, które pozwalają dokonywać prostych edycji (zmiana wielkości, pozycji, kolorów, wycinanie kawałka, zestaw popularnych filtrów itp.). Zawiera mechanizm obsługi zewnętrznych wtyczek i obsługuje interfejs TWAIN pozwalający wczytywać obrazy z cyfrowych aparatów fotograficznych, skanerów czy kamer.
Program posiada modyfikowalny interfejs, pozwalający dostosować program do własnych potrzeb. Zawiera też mechanizmy pozwalające dokonywać przekształceń nawet na dużych grupach plików. Warte zauważenia są także inne dodatkowe możliwości programu, takie jak tworzenie panoram, wyodrębnianie klatek animacji czy tworzenie pokazów slajdów.
Program jest darmowy dla zastosowań niekomercyjnych i edukacyjnych (w tym dla organizacji non-profit).